# Euchloe naina
Green Marble (Euchloe naina) là một loài butterfly that occurs in northern North America và Siberia.
Sải cánh dài từ 30 đến 36 mm.

## Phân loài[2]
- E. n. jakutia Back, 1990
- E. n. naina Kozhantshikov, 1923
- E. n. occidentalis Verity, 1908